# 徳島市八万南小学校
徳島市八万南小学校（とくしまし はちまんみなみしょうがっこう）は、徳島県徳島市八万町橋本にある公立小学校である。

## 基礎データ
全校生徒数
- 598名　(令和2年4月1日現在)

最寄駅
- 四国旅客鉄道牟岐線文化の森駅

## 校訓
- 生きぬく力を

## 沿革
- 1977年（昭和52年） 創立。

## 関連学校
- 徳島市八万南幼稚園
- 徳島市八万中学校

## 通学区域が隣接している学校
- 徳島市八万小学校 （徳島市昭和小学校も選択可能な区域を含む。）
- 徳島市津田小学校
- 徳島市大松小学校
- 徳島市方上小学校
- 徳島市上八万小学校
- 徳島市加茂名南小学校
- 徳島市加茂名小学校